# Eulampis
I Caribe (Eulampis F. Boie, 1831) sono un genere di uccelli della famiglia Trochilidae. 
Il nome del genere deriva dal Greco antico eulampēs che può essere tradotto come splendore splendente.

## Descrizione
A differenza della maggior parte della altre specie di colibrì, i caribe non presentano un forte dimorfismo sessuale, infatti i maschi e le femmine sono molto simili tra loro. L'unica differenza tra i sessi è che il becco delle femmine di entrambe le specie è più lungo e ricurvo rispetto a quello degli esemplari maschi.

## Distribuzione e habitat
Entrambe le specie di questo genere abitano le foreste delle Piccole Antille, mentre Eulampis holosericeus si ritrova anche in quelle portoricane.

## Tassonomia
Comprende le seguenti specie:
- Eulampis jugularis (Linnaeus, 1766) - caribe golaviola
- Eulampis holosericeus (Linnaeus, 1758) - caribe golaverde